# Phare d'Égine
Le phare d'Égine, également appelé Phare Plakakia, Phare Nisos Aiyina ou Phare Akra Plakakia est situé au sud de l'île d'Égine, dans le golfe Saronique en Grèce. Il est achevé en 1881.

## Caractéristiques
Le phare est une tour cylindrique blanche. Il s'élève à 11 mètres au-dessus de la mer Égée au milieu du golfe Saronique.

## Codes internationaux
- ARLHS[4] : GRE-108
- NGA : 15252
- Admiralty[5] : E 4144

## Source
(en) [PDF] List of lights radio aids and fog signals - 2011 - The west coasts of Europe and Africa, the mediterranean sea, black sea an Azovskoye more (sea of Azov) (la liste des phares de l'Europe, selon la National Geospatial - Intelligence Agency)- Version 2011 - National Geospatial - Intelligence Agency

## Lien connexe
Égine